# Spilosoma rhodophilodes
Spilosoma rhodophilodes är en fjärilsart som beskrevs av George Francis Hampson 1909. Spilosoma rhodophilodes ingår i släktet Spilosoma och familjen björnspinnare. Inga underarter finns listade i Catalogue of Life.